# Śajwasiddhanta
Śajwasiddhanta (tamil. சைவ சித்தாந்தம, ang. Shaiva Siddhanta) – jedna z najstarszych szkół w ramach śiwaizmu tamilskiego, po dziś dzień prężna zwłaszcza w południowo indyjskim stanie Tamil Nadu. Wyszczególnia 36 tattw i głosi filozofię adwajty. Podstawowe teksty tego kierunku hinduizmu noszą nazwę śajwagamy.

## Historia
Tradycja ta wywodzi się z śiwaizmu kaszmirskiego. W Kaszmirze jednak zanikła, odradzając się następnie na południu Indii. Tam wchłonęła w siebie tamilski śiwaicki ruch bhakti, co zmieniło jej charakter na religię pobożnościową.

## Cztery ścieżki
Śajwasidhanta naucza czterech ścieżek, prowadzących adepta do wyzwolenia:
1. ćarja – posługi w świątyniach i pomoc dla innych czcicieli
2. krija – ceremonie religijne
3. joga – praktyki medytacyjne
4. dźńana – poznanie Iśwary jako sagunabrahmana.

Modelowymi archetypami osób, które osiągnęły cel idąc jedną z powyższych dróg rozwoju duchowego, są czterej święci śiwaizmu tamilskiego:
1. Appar
2. Dźńanasambandhar
3. Sundarar
4. Manikkawaćar[2]

## Śaiwagama
Znanych jest ponad 200 agam klasyfikowanych jako pisemny i autoryzowany przekaz śiwaizmu. Uznawane są za objawienia dane przez Śiwę w różnych jego formach i postaciach. Kanon agam południowego śiwaizmu śaiwa iddhanty zawiera 28 ksiąg napisanych w sanskrycie.